# Tubaengel

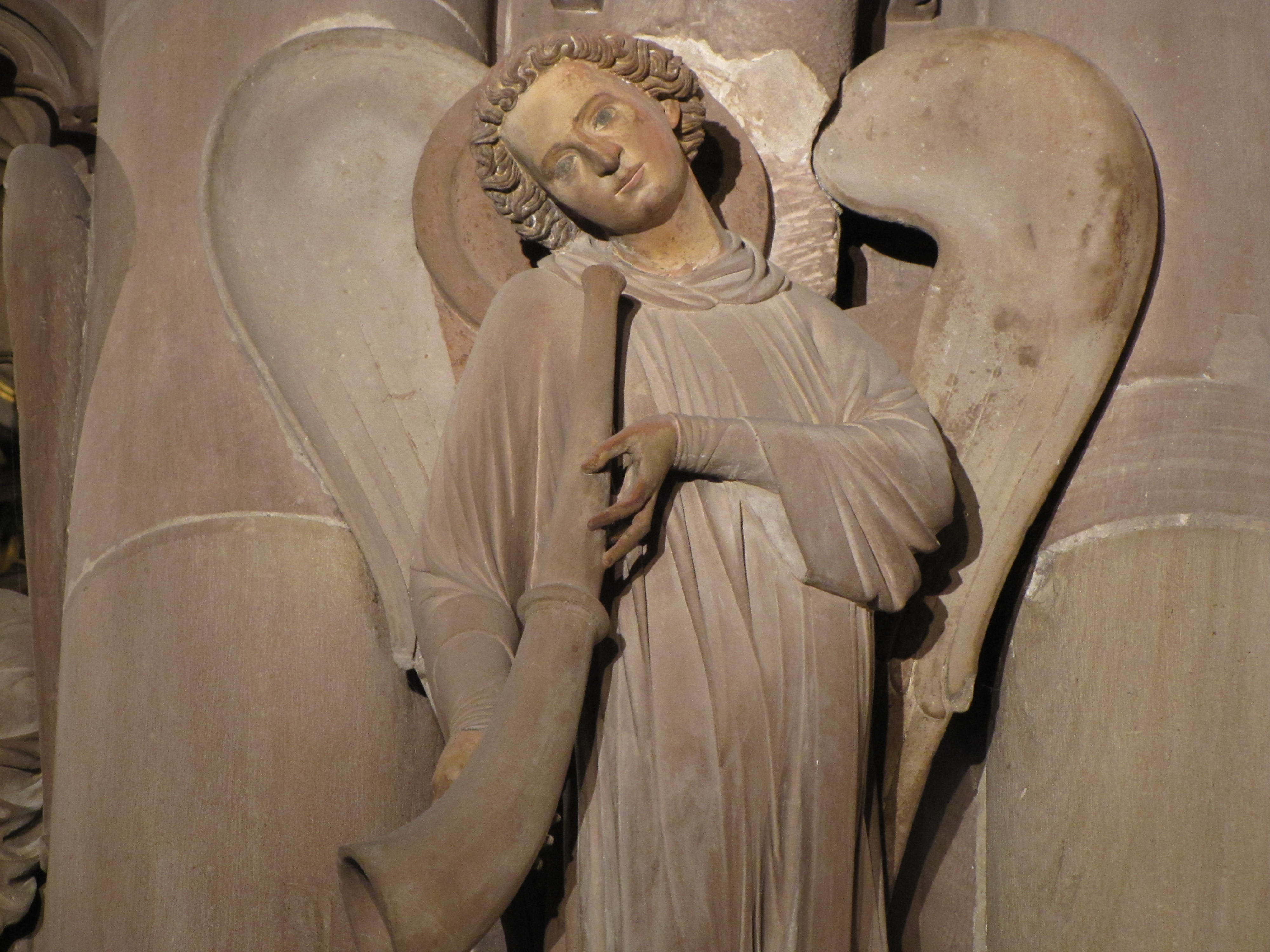
Posaunenengel vom Engelspfeiler im Straßburger Münster (um 1235)

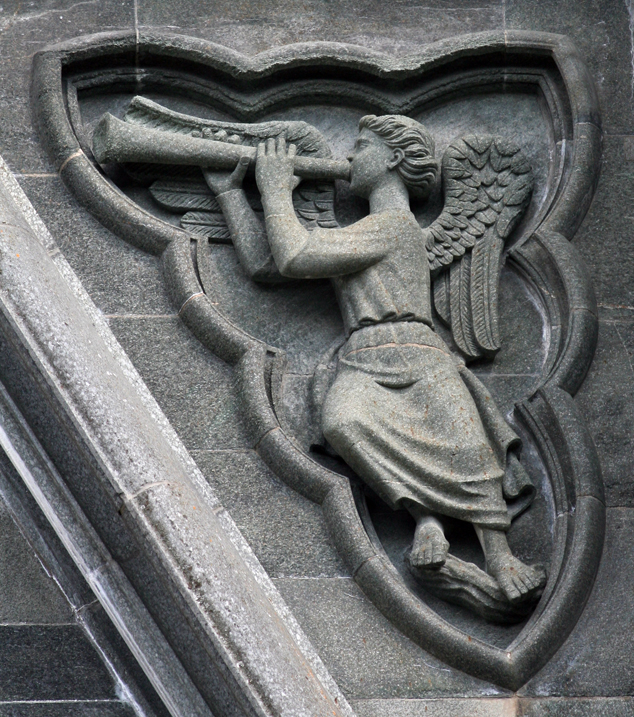
Tubaengel am Westwerk des Nidarosdoms in Trondheim (um 1250)

Tubaengel oder Tuba-Engel, auch Posaunenengel, ist in der christlichen Ikonografie ein Musikengel, der ein gebogenes Horn oder ein anderes gerades Blechblasinstrument bläst. Tubaengel sind eine sehr alte Engelsdarstellung.

## Ursprung Bibel

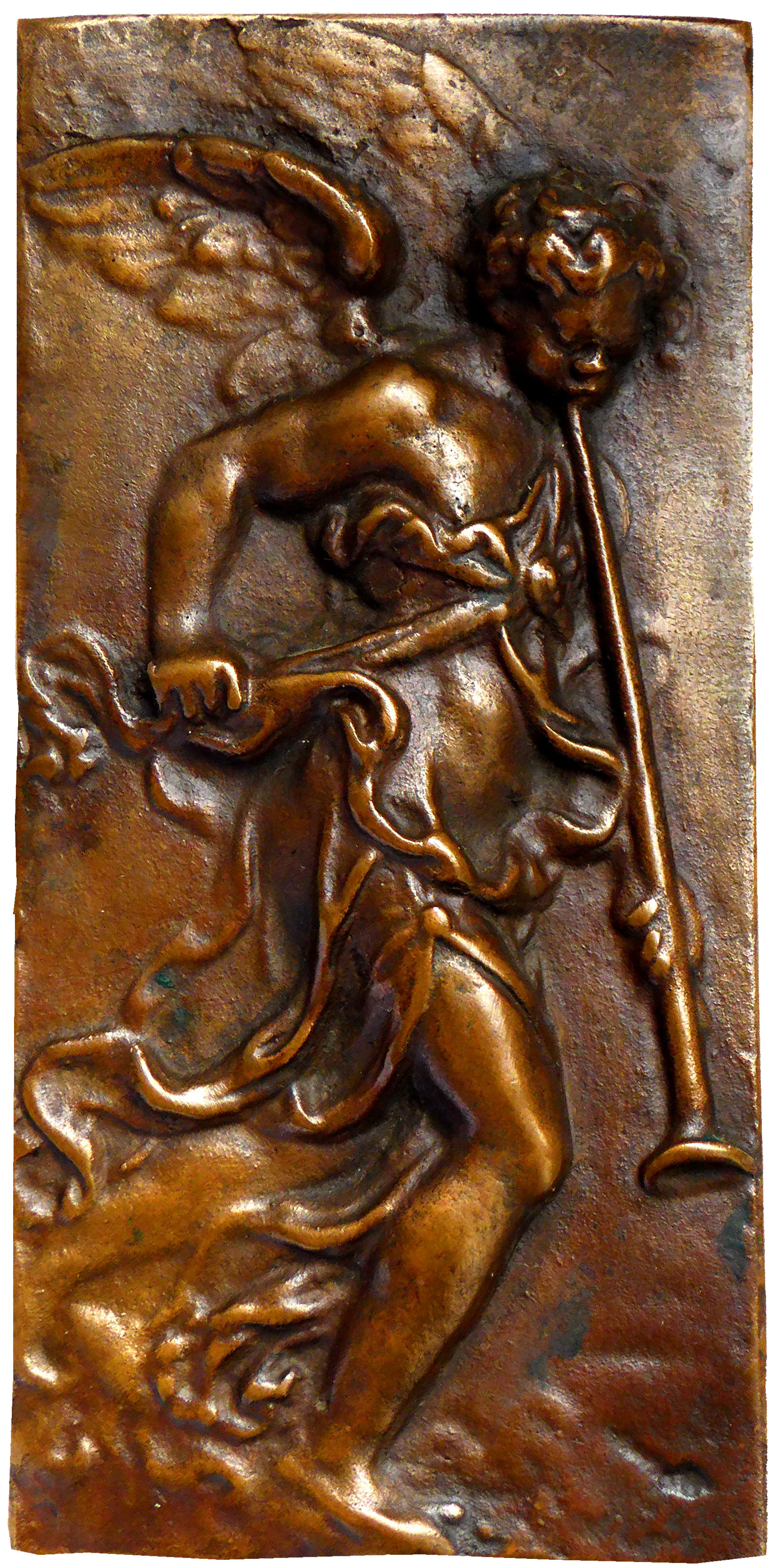
Engel mit Busine (19. Jahrhundert)

Der Instrumentenname tuba, von Latein tubus („Röhre“), bezeichnete als erstes Blasinstrument die römische Tuba mit einer langen geraden Röhre. Davon abgeleitet sind die byzantinische touba und das moderne Bügelhorn Tuba mit Ventilen. In der Vulgata steht tuba allgemein für ein lautes Blasinstrument und wird oft fälschlich anstelle des hebräischen schofar, ein als Signal- und Ritualinstrument verwendetes Widderhorn, übersetzt, wie es etwa in Ps 47,6  heißt: „Ascendit Deus in iubilo, et Dominus in voce tubae“. Die dem lateinischen tuba entsprechende griechische Übersetzung in der Septuaginta für eine gerade Trompete ist salpinx und in der hebräischen Bibel chazozra für eine gerade Trompete aus Silber.
In der Lutherübersetzung des Neuen Testaments wird die Stimme Gottes als ein Posaunenton beschrieben (z. B. Off 1,10 ), wobei auch hier der Name Tuba für ein Blasinstrument von hoher Lautstärke steht.
Ursprünglich wird der Tubaengel oft dargestellt mit einem Heerhorn aus Metall, dem Olifant ähnlich, ab dem 11. Jahrhundert mit der Busine (von lateinisch bucina), einer geraden Naturtrompete. Stand der Typus des Tubaengels zunächst im Zusammenhang mit dem himmlischen Lobgesang (Utrechter Psalter, 1. Drittel 9. Jahrhundert), tritt er später als Engel des Gerichts in Darstellungen der Apokalypse in Erscheinung, wie dem Perikopenbuch Heinrichs II. vom Beginn des 11. Jahrhunderts, wo die Toten durch den Posaunenschall der Engel vom Todesschlaf erschreckt aus den Gräbern steigen.
Die häufige Vierzahl der Engel entstammt einer auf die vier Himmelsrichtungen reduzierten Anzahl der in der Offenbarung (Off 8,2 ) erwähnten Siebenzahl. Manchmal werden auch nur zwei Tubaengel dargestellt.

## Kirchen-Bauschmuck
Mit Tuba ausgestattete Engelsherolde und -wächter finden sich vielfach an Kapitellen oder als Außenfiguren an Kirchen. Die Funktion der Instrumente geht dann über die Funktion des himmlischen Lobpreises bzw. des Blasens in vier Richtungen gemäß dem Gericht hinaus und markiert die Wächter- und Signalfunktion; so z. B. am Turm des Freiburger Münsters, wo sie in etwa 70 m Höhe den Abschluss der vier der Kaschierung des Übergangs vom Viereck der Turmbasis ins Achteck des Turmhelms dienenden Pfeiler bilden; vom Münsterplatz aus erscheinen sie in natürlicher Größe, sind aber tatsächlich nur 1,2 m hoch.

### Geusen-Daniel
Eine Besonderheit der Posaunenengel ist der als Wetterfahne dienende Engel auf den Dachreitern und Türmen evangelischer Gotteshäuser insbesondere in der Diaspora des ehemaligen Herzogtums Jülich am Niederrhein. Die oft versteckten kleinen Kirchen dienten auch den aus den Niederlanden geflohenen Geusen, die sich den im verborgenen wirkenden Protestanten anschlossen, als Gotteshäuser. Ihr Name ging dann auf die Jülicher Protestanten über. Der Geusendaniel war wohl eine Modeerscheinung zu der Zeit, als diese Kirchen dann erstmals einen Glocken-Dachreiter oder Kirchturm auf oder an ihren Kirchen und Bethäusern anbringen durften.

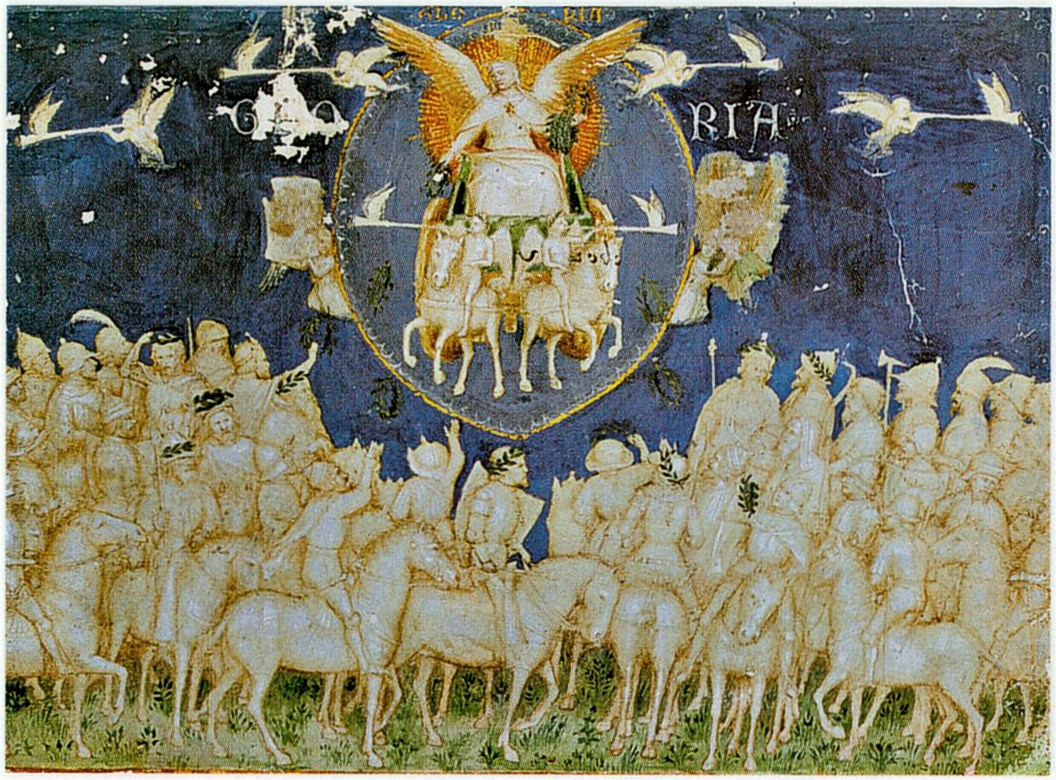
Giotto – Vanagloria

## Malerei
Die meisten Posaunenengel finden sich im Zusammenhang mit Auferstehungs- oder Weltgerichtsszenerien, doch manchmal tauchen sie auch in der Renaissance- oder Barockmalerei in allegorischen Zusammenhängen auf – so z. B. in Giottos Fresko der Vanagloria.

## Musik
Im musikalischen Werk Dies irae erschallen die Posaunen des Gerichts im Passus:

“Tuba mirum spargens sonum per sepulchra regionum, coget omnes ante thronum.”

„Laut wird die Posaune klingen, durch der Erde Gräber dringen, alle hin zum Throne zwingen.“

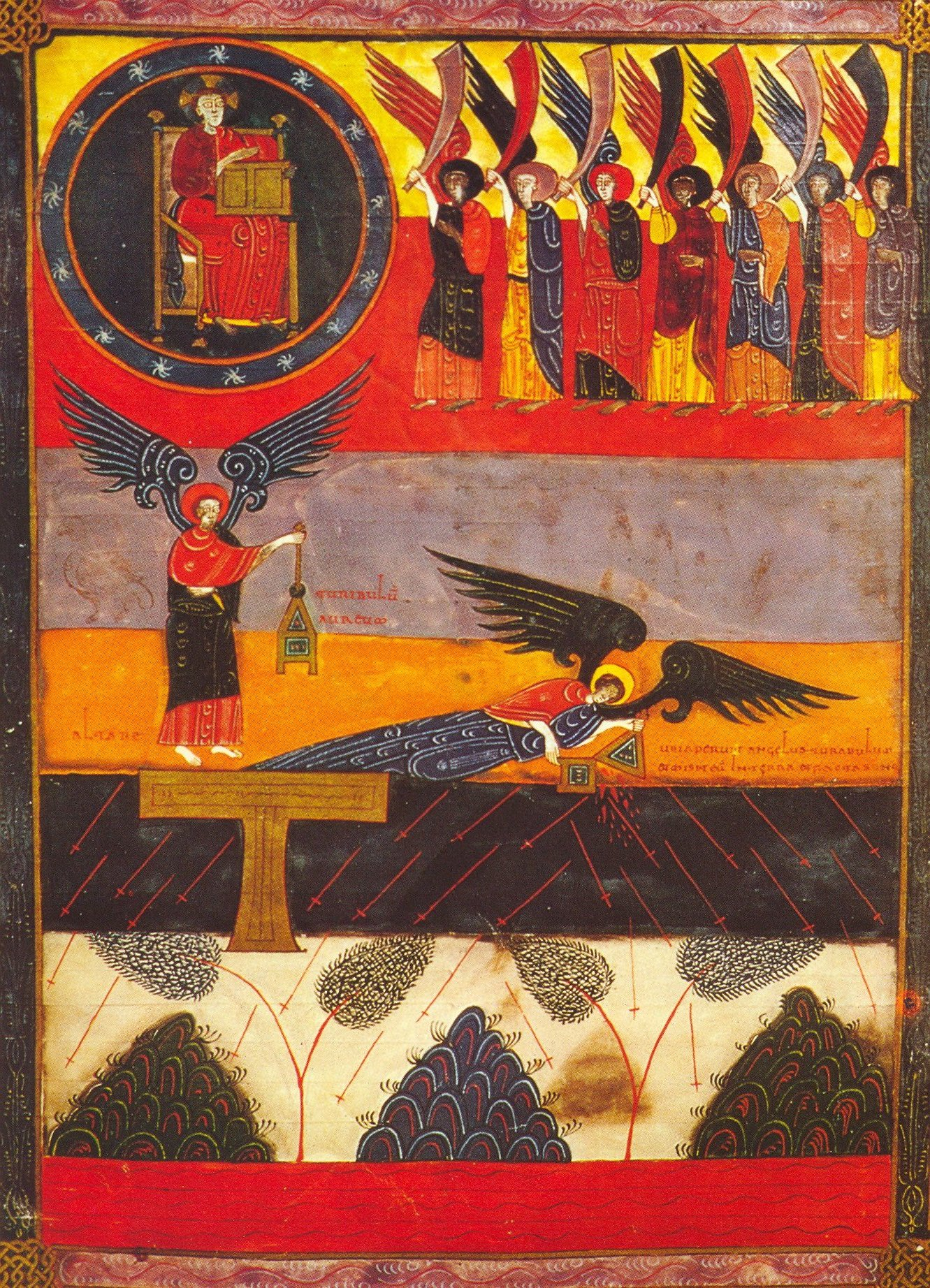
Facundus-Beatus: Posaunenengel der Apokalypse
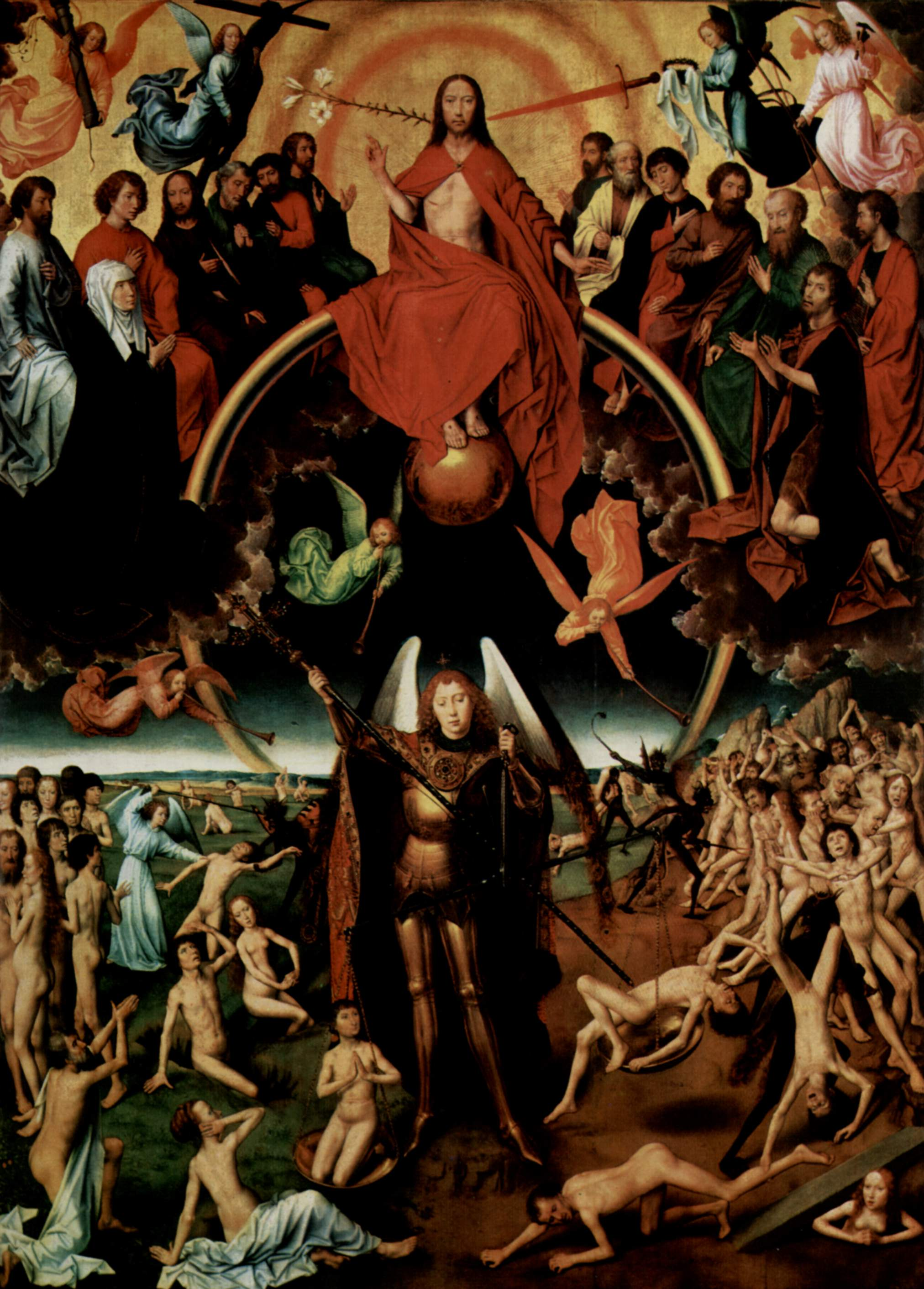
Hans Memling Das jüngste Gericht
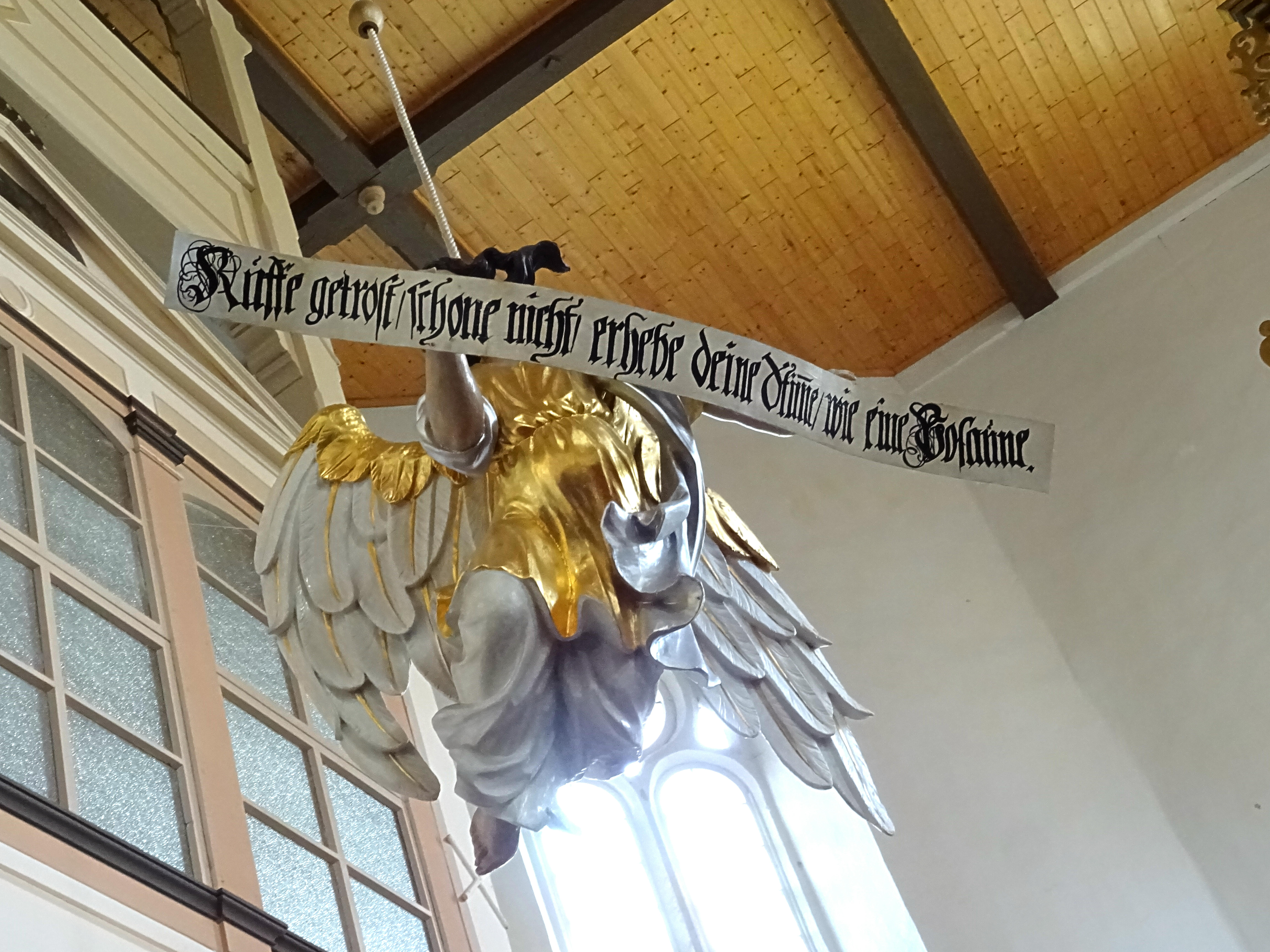
Spruchband statt Posaunendarstellung: Erhebe deine Stimme wie eine Posaune (Jes 58,1 LUT). Posaunenengel Stadtkirche Geising